# Андрија Кујунџић
Андрија Кујунџић „Чича“ (Суботица, 29. децембар 1899 — Суботица, 11. октобар 1970) је бивши југословенски фудбалски репрезентативац и тренер.

## Каријера
Целу каријеру је провео у најстаријем клубу бивше Југославије, СК Бачки Суботица, чији је дрес носио скоро више од две деценије (1912—1929). За резервни тим је дебитовао 7. априла 1914, а са 18 година и за први тим.
Након завршетка играчке каријере Андрија Кујунџић је постао тренер Бачке и на тој функцији је провео 12 година, од 1927. до 1939. Касније је био и председник истог клуба.

## Репрезентација
За југословенску репрезентацију је одиграо две утакмице. Дебитовао је 28. октобра 1921. у мечу са Чехословачком у Прагу, а другу утакмицу је одиграо 8. јуна 1922. против Румуније у Београду, а на обе утакмице је играо као десни бек.
Био је и у тиму репрезентације Југославије на Летњим олимпијским играма 1924. у Паризу, али није одиграо ниједну утакмицу.